# Basketball Hall of Fame
Pour les articles homonymes, voir Hall of Fame.
Le Basketball Hall of Fame (appelé Temple de la renommée du basketball au Québec et au Nouveau-Brunswick) répond à la tradition anglo-saxonne du Hall of Fame dans le domaine du basket-ball. On pourrait parler de Panthéon du basket-ball américain et mondial. Il honore les plus grands joueurs, équipes, entraîneurs, arbitres, dirigeants et personnalités de ce sport. Il est situé à Springfield dans le Massachusetts. Il a été fondé en 1959.

## Situation géographique
Il est situé au Naismith Memorial Basketball Hall of Fame du nom de l'inventeur du basket-ball, James Naismith. Il est situé à Springfield dans le Massachusetts où la discipline fut inventée.

## Accès au Hall of Fame
Pour être éligible, un joueur doit avoir pris sa retraite de la compétition depuis au moins 3 ans (avant la modification de cette règle en 2018, il fallait que la carrière soit terminée depuis au moins 5 ans). Les entraîneurs, arbitres et autres contributeurs sont également éligibles sous diverses conditions.
Le processus d’élection au Hall of Fame s’organise en quatre comités : comité « Amérique du Nord », comité « Femmes », comité « International » et comité « Vétérans ». Si les trois derniers ne peuvent proposer que deux noms chacun, le comité « Amérique du Nord » peut quant à lui proposer jusqu’à dix noms. Ils sont alors transmis à un comité d’honneur composé de 24 membres. Parmi eux, une proposition doit réunir 18 voix pour être retenue pour l'intronisation.

## Membres

### Arbitres
La catégorie des arbitres existe depuis la création du Hall of Fame et le premier a été introduit dès 1959. Depuis cette date, 17 arbitres y ont été intronisés, avec Hugh Evans le plus récemment en 2022.
| Année | Arbitre            | Accomplissements | Réf.   |
| ----- | ------------------ | --- | ------ |
| 1959  | Matthew P. Kennedy | A officialisé au niveau secondaire, universitaire et professionnel de 1924 à 1956. | [ 4 ]  |
| 1960  | George Hepbron     | A conduit le premier séminaire national sur les règles du basket-ball. Rédacteur en chef du Guide de basket-ball de l’AAU de 1901 à 1914. Secrétaire du Comité olympique de basket-ball en 1903.                                                                                          | [ 5 ]  |
| 1961  | George Hoyt        | A fondé l'Eastern Massachusetts Board of Approved Basketball Officials ; la New England Interscholastic Basketball Tournament et est devenu chef des arbitres pour l’Eastern Massachusetts High School Tournament. Il a arbitré des matchs au niveau collégial et universitaire.          | [ 6 ]  |
| 1961  | Ernest C. Quigley  | Superviseur des arbitres des tournois de la NCAA de 1940 à 1942. Membre du comité des règles de football de la NCAA de 1946 à 1954. Il a arbitré plus de 1 500 matchs en 40 ans de carrière et a été juge-arbitre de la Ligue majeure de baseball pendant 25 ans.                         | [ 7 ]  |
| 1961  | Dave Tobey         | A officié à l’Eastern Intercollegiate Conference, l’Eastern Conference, l’Ivy League et au National Invitation Tournament, au comité exécutif de la New York High School Coaches Association et membre honoraire de l’International Association of Approved Basketball Officials (IAABO). | [ 8 ]  |
| 1962  | David Walsh        | Directeur associé du Collegiate Basketball Officials Bureau de 1941 à 1956. Coauteur du premier Manual of Basketball Officiating et a officié à la Eastern Intercollegiate Basketball Conference et la Eastern Conference.                                                                | [ 9 ]  |
| 1978  | John Nucatola      | A arbitré dans 18 tournois de la NCAA, ainsi qu'arbitre au sein de la BAA et NBA de 1946 à 1954. Il arbitré aux Jeux olympiques d'Helsinki en 1952 et de Melbourne en 1956. | [ 10 ] |
| 1979  | James Enright      | A officié dans les phases finales olympiques de Londres en 1948 et Helsinki en 1952, dans le Final Four de la NCAA en 1954, dans les tournois régionaux de la NCAA en 1952 et 1953. | [ 11 ] |
| 1980  | Dallas Shirley     | A officié aux Jeux olympiques de Rome en 1960. Arbitre principal des Jeux panaméricains en 1959. Président du Comité des arbitres des Jeux olympiques de basket-ball des États-Unis en 1976.                                                                                              | [ 12 ] |
| 1983  | Lloyd Leith        | A arbitré le tournoi de la NCAA pendant 16 ans et est superviseur des arbitres de la Pacific Intercollegiate Athletic Conference de 1955 à 1962. | [ 13 ] |
| 1986  | Red Mihalik        | A arbitré 6 finales de championnat de la NCAA et 3 finales de la NAIA et 3 finales de la NIT. A officié aux Jeux olympiques de Tokyo en 1964 et Mexico en 1968. | [ 14 ] |
| 1995  | Earl Strom         | A officié lors de 7 NBA All-Star Game, 29 matchs de Finales NBA et de l’ABA. Il a arbitré au cours de 2 400 matchs de saison régulière et de 295 matchs de playoffs. | [ 15 ] |
| 2007  | Mendy Rudolph      | A officié 2 112 matchs de NBA, un record au moment de sa retraite. Premier arbitre à arbitrer plus de 2 000 matchs en NBA. Arbitre un total de 8 NBA All-Star Game et au minimum 1 match en Finales NBA pendant 22 saisons consécutives.                                                  | [ 16 ] |
| 2012  | Hank Nichols       | A arbitré six matchs de finale de la division I de la NCAA, y compris en 1975 (le dernier match de John Wooden) et 1979 (le début de la rivalité entre Larry Bird et Magic Johnson), et 10 Final Four.                                                                                    | [ 17 ] |
| 2015  | Dick Bavetta       | A officié au sein de la NBA pendant 39 ans, avec un total de 2 635 matchs, y compris 27 matchs de Finales NBA, plus de 250 matchs de playoffs, 3 NBA All-Star Game et a arbitré lors des Jeux olympiques de 1992 à Barcelone.                                                             | [ 18 ] |
| 2016  | Darell Garretson   | A officié en NBA pendant 27 ans de 1967 à 1994, et plus tard a servi en tant que superviseur des arbitres de la NBA pendant 17 ans de 1981 à 1998. Crédité d’avoir créé et dirigé le premier syndicat des arbitres de la NBA.                                                             | [ 19 ] |
| 2022  | Hugh Evans         | A officié en NBA pendant 28 saisons de 1972 à 2001, arbitrant 1 969 matchs de saison régulière et 25 matchs de Finales NBA. | [ 20 ] |

### Contributeurs
Pour qu’une personne soit intronisée au Basketball Hall of Fame, en tant que contributeur, elle doit avoir apporté des « contributions importantes au jeu de basket-ball ». De la première promotion du Hall of Fame de 1959, sept personnes ont été intronisées à titre de contributeurs, dont James Naismith, l’inventeur du basket-ball. Tous les anciens commissaires de la NBA (Maurice Podoloff, J. Walter Kennedy, Larry O’Brien et David Stern) sont intronisés.
Au total, 83 personnes sont intronisées au Hall of Fame en tant que contributeur.
| Année | Contributeur          | Accomplissements | Réf.    |
| ----- | --------------------- | --- | ------- |
| 1959  | Luther Gulick         | Directeur de l'Amateur Athletic Union (AAU) et du Basketball Committee de 1895 à 1905. | [ 22 ]  |
| 1959  | Edward J. Hickox      | | [ 23 ]  |
| 1959  | Ralph Morgan          | A fondé le Collegiate Basketball Rules Committee en 1905 et l'Eastern Intercollegiate Basketball League (de nos jours l'Ivy League) en 1910. | [ 24 ]  |
| 1959  | James Naismith        | Professeur de médecine au Springfield College de 1890 à 1895, considéré comme l'inventeur du basket-ball, puisqu'il a instauré les 13 règles originelles du jeu. Également intronisé au FIBA Hall of Fame en 2007. | [ 25 ]  |
| 1959  | Harold Olsen          | 5 titres de la Big Ten Conference avec Ohio State en 1925, 1933, 1939, 1944 et 1946. Contribue à la fondation du tournoi NCAA en 1939. Premier entraîneur des Stags de Chicago en Basketball Association of America (BAA) de 1946 à 1949. | [ 26 ]  |
| 1959  | Amos Alonzo Stagg     | A joué lors du premier match de basket-ball en public à Springfield et a inscrit le seul panier de son équipe dans une défaite 5-1 de son équipe. A remporté 7 titres de la Big Ten Conference avec les Maroons de Chicago. | [ 27 ]  |
| 1959  | Oswald Tower          | Membre du Basketball Rules Committee de 1910 à 1960. Éditeur du Official Basketball Guide de 1915 à 1960. | [ 28 ]  |
| 1960  | H. V. Porter          | Premier représentant des écoles secondaires au National Basketball Rules Committee. Pionnier de l’utilisation de films pour étudier les techniques de jeu appropriées. A édité le premier livre de règles des écoles secondaires en 1936. | [ 29 ]  |
| 1961  | John O'Brien          | Président de la Metropolitan Basketball League de 1922 à 1928 et de 1931 à 1933. Président de l'American Basketball League de 1928 à 31 et de 1933 à 1953. | [ 30 ]  |
| 1961  | Arthur Schabinger     | A officié dans la Missouri Valley Conference, Big Eight Conference, Kansas and Missouri Conferences, ainsi que dans les championnats de l'Amateur Athletic Union. Un des fondateurs de la National Association of Basketball Coaches (NABC). | [ 31 ]  |
| 1961  | Arthur Trester        | | [ 32 ]  |
| 1962  | Frank Morgenweck      | | [ 33 ]  |
| 1962  | Lynn St. John         | A milité pour obtenir des règles nationales et internationales officielles pour le basket-ball amateur pendant trois décennies. A servi dans la NCAA Rules Committee avec James Naismith de 1912 à 1937 et du comité olympique de basket-ball en 1936. | [ 34 ]  |
| 1963  | William Reid          | | [ 35 ]  |
| 1964  | John Bunn             | A entraîné les Cardinal de Stanford de la Pacific Coast Conference de 1936 à 1938. Directeur du Basketball Hall of Fame de 1949 à 1963. Éditeur de College Guide and Official Rules Interpreter de 1959 à 1960. | [ 36 ]  |
| 1964  | Ned Irish             | Membre de la fondation de la BAA en 1946. A fondé les Knicks de New York en 1946 et président des Knicks jusque 1974. | [ 37 ]  |
| 1964  | R. William Jones      | Cofondateur de la Fédération internationale de basket-ball (FIBA) en 1932. A organisé les championnats d'Europe masculins et féminins de 1935 à 1963, ainsi que les championnats du monde de 1950 à 1963 et les tournois olympiques de 1936 à 1960. Intronisé également au FIBA Hall of Fame en 2007.                                                                                       | [ 38 ]  |
| 1965  | Walter A. Brown       | Président du Boston Garden de 1937 à 1964. A fondé les Celtics de Boston en 1946 et propriétaire des Celtics jusque 1964. | [ 39 ]  |
| 1965  | Tony Hinkle           | Président du National Association of Basketball Coaches de 1954 à 1955. Directeur du Rules Committee of the National Basketball Committee of U.S. and Canada. | [ 40 ]  |
| 1965  | Bill Mokray           | Premier président du comité d’honneur du Hall of Fame de 1959 à 1964. Propriétaire de la plus grande bibliothèque de basket-ball au monde. | [ 41 ]  |
| 1968  | Clair Bee             | Meneur de l'initiation de la règle des 3 secondes. A développé la défense de zone en 1-3-1. Titré au National Invitation Tournament (NIT) en 1939 et 1941. Entraîneur des Bullets de Baltimore de 1952 à 1954. | [ 42 ]  |
| 1969  | Chuck Taylor          | A élaboré la populaire Converse Basketball Yearbook en 1922. La Chuck Taylor All Star a été la chaussure officielle des Jeux olympiques en 1936 et 1968. | [ 43 ]  |
| 1971  | Abraham Saperstein    | Propriétaire des Harlem Globetrotters. Équipe ayant joué devant plus de 55 millions de fans dans 87 pays. | [ 44 ]  |
| 1972  | Bob Douglas           | Propriétaire et entraîneur du Renaissance de New York de 1922 à 1949. Connu sous le nom de "The Father of Black Professional Basketball" | [ 45 ]  |
| 1972  | Edward Gottlieb       | Champion en BAA avec les Warriors de Philadelphie en 1947. Champion NBA avec les Warriors en 1956. Entraîneur et propriétaire des Warriors. Directeur du NBA Rules Committee pendant 25 ans. | [ 46 ]  |
| 1972  | Clifford Wells        | Membre du National Rules Committee de 1952 à 1956. Premier secrétaire exécutif à temps plein et directeur du Naismith Memorial Basketball Hall of Fame de 1963 à 1966. | [ 47 ]  |
| 1973  | Elmer Ripley          | 2 titres en NCAA avec les Hoyas de Georgetown en 1941 et 1943. Entraîneur de l'Israël aux Jeux olympiques de Melbourne en 1956 et du Canada aux Jeux olympiques de Rome en 1960. | [ 48 ]  |
| 1974  | Harry A. Fisher       | | [ 49 ]  |
| 1974  | Maurice Podoloff      | Premier commissionnaire de la NBA en 1949 jusque 1963. A négocié les premiers contrats TV en 1954 pour la NBA. A instauré la règle des 24 secondes par possession en 1954. | [ 50 ]  |
| 1975  | Emil Liston           | A créé le tournoi National Association of Intercollegiate Basketball (NAIB) et National Association of Intercollegiate Athletics (NAIA) en 1937. | [ 51 ]  |
| 1979  | John McLendon         | 3 titres NAIA avec Tennessee State de 1957 à 1959. Premier entraîneur afro-américain avec les Pipers de Cleveland en ABL, puis a officié aux Rockets de Denver en ABA. | [ 52 ]  |
| 1979  | Pete Newell           | 1 titre NCAA avec les Golden Bears de la Californie en 1959. Champion NIT avec les Dons de San Francisco en 1949. A remporté la médaille d'or avec les États-Unis aux Jeux olympiques de Rome en 1960, équipe introduite au Hall of Fame en 2010. Il est également au FIBA Hall of Fame depuis 2009.                                                                                        | [ 53 ]  |
| 1980  | Les Harrison          | Propriétaire des Royals de Rochester de 1945 à 1958 et a remporté le titre NBA en 1951. A joué un rôle moteur dans la création de la NBA en 1949. | [ 54 ]  |
| 1981  | Ferenc Hepp           | Membre du FIBA Technical Commission de 1948 à 1956. Président de la fédération de Hongrie de basket-ball en 1954. Membre du FIBA Central Board en 1956. Introduit au FIBA Hall of Fame en 2007. | [ 55 ]  |
| 1981  | J. Walter Kennedy     | Commissionnaire de la NBA de 1963 jusque 1975. Possède un trophée NBA, à son nom, le J. Walter Kennedy Citizenship Award. | [ 56 ]  |
| 1982  | Alva Duer             | | [ 57 ]  |
| 1983  | Louis Wilke           | | [ 58 ]  |
| 1984  | Cliff Fagan           | | [ 59 ]  |
| 1984  | Ed Steitz             | Moteur dans la réintroduction du dunk en 1976, défenseur de la ligne à trois, instaurée en 1984 dans les règles internationales. Intronisé au FIBA Hall of Fame en 2007. | [ 60 ]  |
| 1985  | Senda Berenson Abbott | A l'organisation du premier match féminin à Smith College le 22 mars 1983. Auteure du livre Basketball Guide for Women. Présidente du Basketball Committee for Women de 1905 à 1917. | [ 61 ]  |
| 1985  | Bertha Teague         | A entraîné la Byng High School à Ada durant 42 ans, de 1927 à 1969. Possède un bilan de1 157 victoires pour 115 défaites. Elle a remporté huit titres de champion de l'Oklahoma et gagne 98 matchs de suite entre 1936 et 1939. Est devenue la première femme à entrer au Hall of Fame, avec Senda Berenson Abbott et Margaret Wade. Elle entre au Women's Basketball Hall of Fame en 1999. | [ 62 ]  |
| 1991  | Lawrence Fleisher     | Avocat général de l'Association des joueurs de la NBA de 1963 à 1987. A développé le système d'agents libres en 1976. | [ 63 ]  |
| 1991  | Larry O'Brien         | Commissionnaire de la NBA de 1975 jusque 1984. A développé le programme anti-drogue de la NBA en 1984. Président du Hall of Fame de 1985 à 1987. | [ 64 ]  |
| 1991  | Borislav Stankovic    | Investi dans l’introduction de la ligne à trois points dans les compétitions internationales et a supervisé la réorganisation de la FIBA dans le système d’administration zonale. Membre du comité international olympique. Intronisé au FIBA Hall of Fame en 2007. | [ 65 ]  |
| 1999  | Wayne Embry           | 5 sélections au NBA All-Star Game de 1961 à 1965. Champions NBA avec les Celtics de Boston en 1968. Premier manager général afro-américain des Bucks de Milwaukee de 1971 à 1979. Élu NBA Executive of the Year en 1992 et 1998. | [ 66 ]  |
| 1999  | Fred Zollner          | Propriétaire des Pistons de Fort Wayne/Pistons de Détroit de 1941 à 1974. Campion NBL avec Fort Wayne Zollner Pistons en 1945. | [ 67 ]  |
| 2000  | Danny Biasone         | Président et fondateur des Nationals de Syracuse en 1946 jusque 1963, avec un titre NBA en 1955. Inventeur de la règle des 24 secondes par possession en 1954. | [ 68 ]  |
| 2000  | C. M. Newton          | Champion NCAA avec Kentucky en 1951. A de multiples reprises entraîneur de l'année dans la Southeastern Conference (SEC) Président de USA Basketball de 1992 à 1996. | [ 69 ]  |
| 2003  | Chick Hearn           | Diffuseur au sein des Lakers de Los Angeles. Remporte le Curt Gowdy Media Award en 1992, un Emmy Award en 1965. Possède son étoile sur Hollywood Walk of Fame depuis 1986. | [ 70 ]  |
| 2003  | Meadowlark Lemon      | Joueur de longue date des Harlem Globetrotters où il a joué plus de 16 000 matchs sous le nom de "Clown Prince of Basketball". | [ 71 ]  |
| 2003  | Earl Lloyd            | Premier afro-américain à jouer un match en NBA en 1950, et premier entraîneur afro-américain de l'histoire de la NBA en 1968. | [ 73 ]  |
| 2004  | Jerry Colangelo       | Vainqueur du titre de NBA Executive of the Year en 1976, 1981, 1989 et 1993. Plus jeune manager général du sport professionnel en 1968. Est le manager général des États-Unis depuis 2005. | [ 74 ]  |
| 2005  | Hubie Brown           | Entraîneur des Hawks d'Atlanta, Knicks de New York et des Grizzlies de Memphis. NBA Coach of the Year à deux reprises en 1978 et 2004. Champion ABA avec les Colonels du Kentucky en 1975. Curt Gowdy Media Award en 2000. | [ 75 ]  |
| 2006  | Dave Gavitt           | Entraîneur de l'équipe olympique des États-Unis en 1980. Fondateur de la Big East Conference. | [ 76 ]  |
| 2008  | William Davidson      | Propriétaire des Pistons de Détroit de 1974 à 2009. A remporté 3 titres avec les Pistons en 1989, 1990 et 2004. Également champion en Women's National Basketball Association (WNBA) avec le Shock de Détroit en 2003, 2006 et 2008. | [ 77 ]  |
| 2008  | Dick Vitale           | Journaliste à ESPN. Curt Gowdy Media Award en 1998. | [ 78 ]  |
| 2010  | Jerry Buss            | Propriétaire des Lakers de Los Angeles de 1979 à 2013 et des Sparks de Los Angeles de 1997 à 2006. A remporté 10 titres NBA et 2 titres WNBA. | [ 79 ]  |
| 2011  | Satch Sanders         | A joué pour les Celtics de Boston de 1960 jusque 1973, avec 8 titres NBA remportés. | [ 80 ]  |
| 2011  | Tex Winter            | Architecte de l'attaque en triangle. 2 Final Four en NCAA ave Kansas State en 1958 et 1964. Président de la National Association of Basketball Coaches de 1982 à 1983. 9 titres NBA remportés en tant qu'assistant aux Bulls de Chicago et Lakers de Los Angeles. | [ 81 ]  |
| 2012  | Don Barksdale         | Premier afro-américain à obtenir une médaille d'or avec l'équipe olympique des États-Unis en 1948. Premier afro-américain à participer au NBA All-Star Game en 1953. | [ 82 ]  |
| 2012  | Phil Knight           | Cofondateur de Nike. | [ 83 ]  |
| 2013  | Russ Granik           | Exécutif au sein de la NBA de 1976 jusque 2006, fortement impliqué dans l'expansion de la NBA au niveau médiatique. Également président de USA Basketball qui a permis la création de la Dream Team, aux Jeux olympiques de 1992. | [ 84 ]  |
| 2013  | Edwin Henderson       | | [ 85 ]  |
| 2014  | Nathaniel Clifton     | A joué dans deux équipes introduites au Hall of Fame, la Renaissance de New York et les Harlem Globetrotters. Introduit en 1978 aux Black Athletes Hall of Fame. | [ 86 ]  |
| 2014  | David Stern           | Commissionnaire de la NBA de 1984 jusque 2014, durant laquelle il réalise 7 expansions d'équipes et développe les droits TV de la ligue. Est à l'origine de la création de la WNBA, la loterie de la draft NBA et d'autres innovations. A été intronisé au FIBA Hall of Fame en 2016. | [ 87 ]  |
| 2015  | George Raveling       | | [ 88 ]  |
| 2016  | Jerry Reinsdorf       | Propriétaire des Bulls de Chicago depuis 1985, ayant changé l'image de la franchise dans les années 1990 avec 6 titres remportés. | [ 89 ]  |
| 2017  | Rebecca Lobo          | | [ 90 ]  |
| 2017  | Mannie Jackson        | Ancienne star des Harlem Globetrotters, il sauve l'équipe de son extinction en l'achetant et en étant propriétaire de 1993 à 2007. C'est le premier afro-américain à détenir une organisation majeure internationale dans le sport. Il est aussi le directeur du Naismith Memorial Basketball Hall of Fame de 2007 à 2009.                                                                  | [ 91 ]  |
| 2017  | Tom Jernstedt         | Un administrateur de la NCAA durant 38 années. Il a principalement aidé à augmenter les revenus TV de la ligue à son arrivée, de 1,2 milliard de dollars à 10,8 milliards de dollars lors de son départ en 2010. | [ 92 ]  |
| 2017  | Jerry Krause          | Est le manager général des Bulls de Chicago durant les années dynastiques de Michael Jordan. Il remporte 6 titres NBA à son poste et deux titres de NBA Executive of the Year en 1988 et 1996. | [ 93 ]  |
| 2018  | Rod Thorn             | | [ 94 ]  |
| 2018  | Rick Welts            | Président des Suns de Phoenix de 2002 à 2011, et des Warriors de Golden State de 2011 à 2021. A remporté 3 titres NBA avec les Warriors sur 5 ans. | [ 95 ]  |
| 2019  | Al Attles             | Champion NBA en 1975 avec les Warriors en tant qu'entraîneur. A son maillot retiré (#16) par la franchise des Warriors, ainsi que par les Aggies de North Carolina A&T (#22). | [ 96 ]  |
| 2020  | Patrick Baumann       | Ancien secrétaire général de la FIBA de 2003 à 2018. A concentré son travail sur le secteur des jeunes et l'expansion du basket-ball 3x3 de façon mondiale. | [ 97 ]  |
| 2021  | Val Ackerman          | Considérée comme une contributrice importante au basket-ball féminin et masculin au niveau universitaire, professionnel et international. Présidente de la WNBA de 1996 à 2005, et de USA Basketball de 2005 à 2008. Depuis 2013, a dirigé la Big East Conference, lançant plusieurs initiatives. Intronisée au Women's Basketball Hall of Fame en 2011.                                    | [ 98 ]  |
| 2021  | Howard Garfinkel      | Cofondateur et directeur de longue date du Five-Star Basketball Camp, qui a révolutionné le dépistage, le recrutement et le développement des entraîneurs. Intronisé au Collegiate Basketball Hall of Fame en 2013. | [ 99 ]  |
| 2022  | Larry Costello        | | [ 100 ] |
| 2022  | Del Harris            | | [ 101 ] |
| 2023  | Jim Valvano           | | [ 102 ] |
| 2024  | Doug Collins          | |         |
| 2024  | Herb Simon            | |         |

### Entraîneurs
Pour qu’une personne soit intronisée au Hall of Fame à titre d’entraîneur, elle doit soit être à la retraite complète depuis cinq ans ou, si elle est toujours en activité, avoir entraînée à titre d’adjointe à temps plein ou d’entraîneur en chef au niveau lycéen et/ou universitaire et/ou professionnel pendant 25 ans. Lors de la classe inaugurale en 1959, trois entraîneurs ont été honorés, Phog Allen, Henry Clifford Carlson et Walter E. Meanwell. Au total, 119 personnes ont été introduites au Hall of Fame en tant qu'entraîneur, dont 9 d'entre elles non américaines et 13 sont des femmes.
John Wooden, Lenny Wilkens, Bill Sharman, Tom Heinsohn et Bill Russell ont été intronisés à la fois en tant que joueur et en tant qu'entraîneur (Wooden en 1961 et 1973, Sharman en 1976 et 2004, Wilkens en 1989 et 2004, Heinsohn en 1986 et 2015 et Russell en 1975 et 2021).

### Équipes

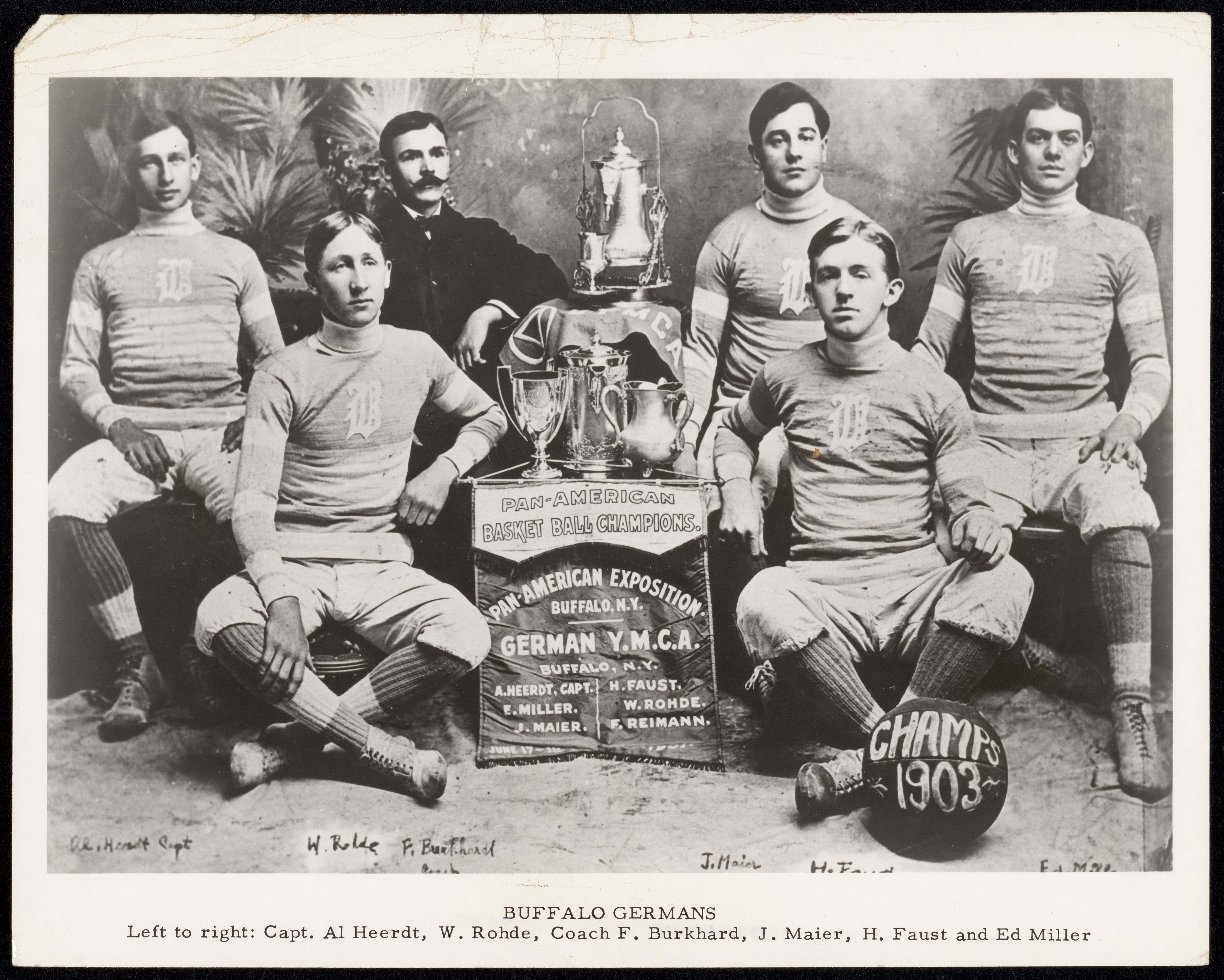
Germans de Buffalo.

Les équipes ont été introduites depuis la création du Hall of Fame, avec des premières équipes introduites en 1959, puis ce nombre s'élève au nombre de quatre en 1963. Jusque 2002, plus aucune équipe ne fut introduite, avant une succession d'arrivées. À la suite de la cérémonie de 2019, un total de 13 équipes résident dans cette catégorie.

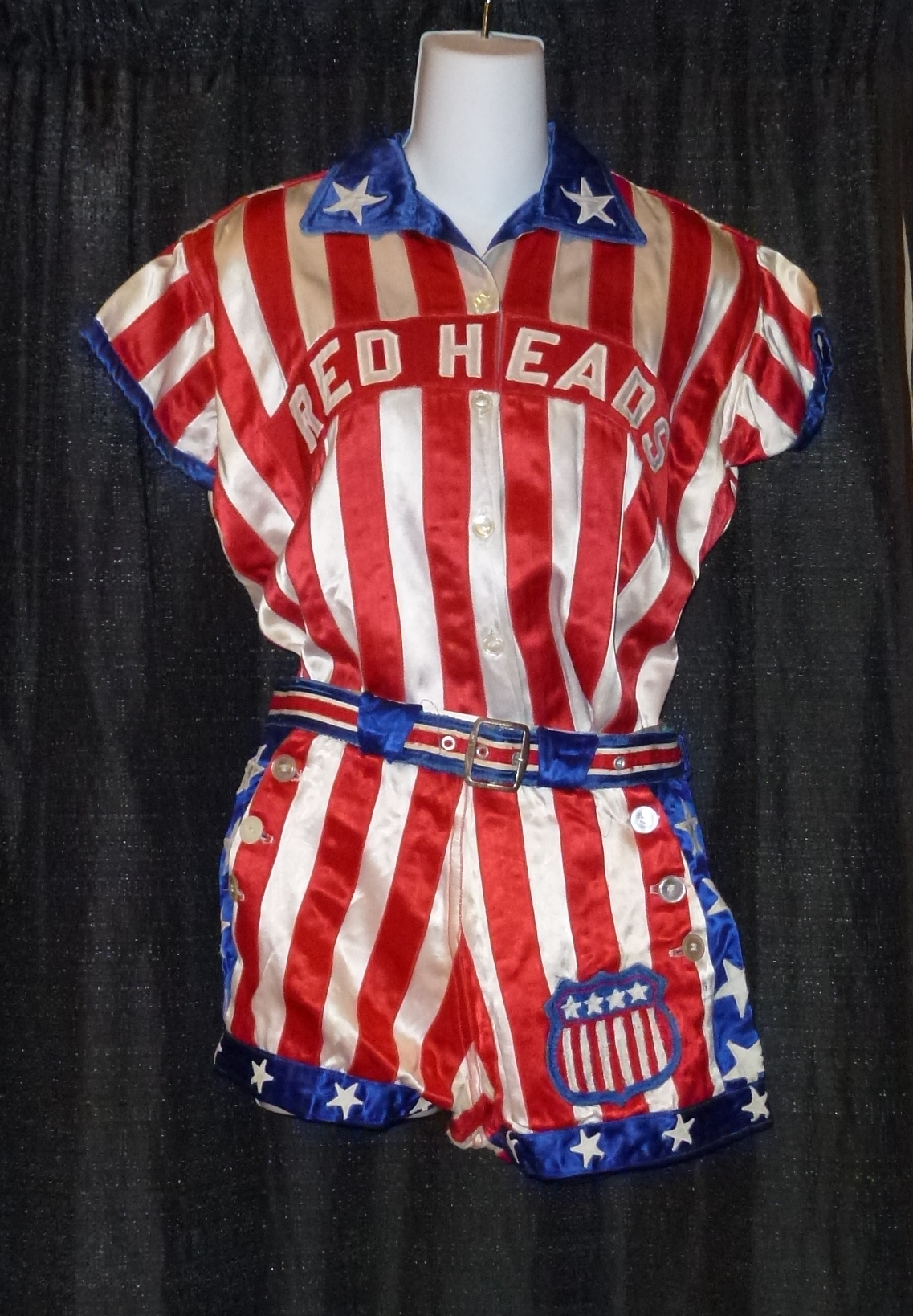
L'uniforme des All American Red Heads.

| Année | Équipe                                              | Accomplissements | Réf.    |
| ----- | --------------------------------------------------- | --- | ------- |
| 1959  | First Team                                          | Fondée lors d’un cours du Young Men's Christian Association (YMCA) de Springfield, ce fut le premier match de basket-ball joué le 21 décembre 1891 et composé de 18 joueurs, 9 par équipe. Le score du premier match est de 1 à 0. Cela a aidé à populariser le basket-ball dans les mois suivant son invention. | [ 103 ] |
| 1959  | Original Celtics                                    | Il s'agit de la première équipe professionnelle à signer des contrats exclusifs avec des joueurs. Elle a remporté deux titre de l'American Basketball League (ABL) en 1926 et 1927. Elle introduit notamment du jeu au poste, des défenses de zone et de la défense en homme à homme. | [ 104 ] |
| 1961  | Germans de Buffalo                                  | Un titre panaméricain en 1901 et un titre olympique d'exhibition à Saint-Louis lors des Jeux olympiques de 1904. Ils ont été invaincus dans 5 de leurs 18 premières saisons et ont à leur actif, une série de 111 victoires consécutives entre 1908 et 1910. | [ 105 ] |
| 1963  | Renaissance de New York                             | Première équipe de basket-ball composée entièrement d'athlètes noirs, compilant un bilan de 2588-539 dans les années 1920, 1930 et 1940. Elle est fondée et détenue par le Hall of Famer Robert L. Douglas. | [ 106 ] |
| 2002  | Harlem Globetrotters                                | Équipe d'exhibition ayant jouée plus de 20 000 matchs dans plus de 100 pays. La tournée du 25e anniversaire a été soulignée par un match devant 75 000 spectateurs au stade olympique de Berlin en 1951. | [ 107 ] |
| 2007  | Miners de Texas Western (1965-1966)                 | L'équipe remporte le championnat de la NCAA en 1966, démarrant ses matchs avec 5 joueurs afro-américains (Bobby Joe Hill, David Lattin, Orsten Artis, Willie Worsley et Harry Flournoy). Elle a terminé la saison avec un bilan de 28-1 et est entraînée par le Hall of Famer Don Haskins. | [ 108 ] |
| 2010  | États-Unis aux Jeux olympiques de 1960              | Largement considérée comme la plus grande équipe amateur jamais rassemblée, elle a remporté la médaille d'or aux Jeux olympiques d'été de 1960 avec un bilan de 8-0 et une différence de plus de 40 points par match. L'effectif composé de Jay Arnette, Walt Bellamy, Bob Boozer, Terry Dischinger, Burdette Haldorson, Darrall Imhoff, Allen Kelley, Lester Lane, Jerry Lucas, Oscar Robertson, Adrian Smith, Jerry West, comprend 4 joueurs du Hall of Fame (Bellamy, Lucas, Robertson, West) et 10 futurs joueurs de la NBA, avec quatre joueurs nommés NBA Rookie of the Year consécutivement (Robertson, Bellamy, Dischinger, Lucas) de 1961 à 1964. Trois jours font également partie des 50 meilleurs joueurs de l’histoire de la NBA en 1996 (Lucas, Robertson, West). Parmi les entraîneurs, Pete Newell, Warren Womble et Dutch Lonborg, deux d'entre eux sont intronisés au Hall of Fame (Newell et Lonborg). | [ 109 ] |
| 2010  | États-Unis aux Jeux olympiques de 1992 (Dream Team) | Considérée par le Hall of Fame comme une des équipes les plus talentueuses de la planète, elle remporte une médaille d'or aux Jeux olympiques de 1992 à Barcelone, invaincue, avec plus de 44 points d'écart sur le tournoi. L'effectif composé de Charles Barkley, Larry Bird, Clyde Drexler, Patrick Ewing, Magic Johnson, Michael Jordan, Christian Laettner, Karl Malone, Chris Mullin, Scottie Pippen, David Robinson et John Stockton, représente un total de 11 Hall of Famers (excepté Laettner), 10 joueurs parmi les 50 meilleurs joueurs de l’histoire de la NBA (exceptés Laettner et Mullin). Le staff composé de Chuck Daly, Lenny Wilkens, Mike Krzyzewski et P. J. Carlesimo inclut trois Hall of Famers (Daly, Wilkens, Krzyzewski). L'équipe est même intronisée au sein du FIBA Hall of Fame en 2017.                                                                                                  | [ 110 ] |
| 2012  | All American Red Heads                              | Équipe entièrement féminine fondée en 1936 jouant contre les équipes masculines selon les règles des hommes. Elle a remporté un total de 96 matchs consécutifs. Elle est citée par le Hall of Fame comme "brisant les stéréotypes sur les athlètes féminines et surmonter les obstacles sociaux qui existaient sur et hors du terrain de basket-ball" | [ 111 ] |
| 2014  | Mighty Macs d'Immaculata (1972-1974)                | Surnommée comme « la première dynastie de basket-ball universitaire féminin ». Elle a remporté trois titre nationaux consécutifs de l’AIAW de 1972 à 1974, dont une saison invaincue et une série de 35 victoires consécutives. | [ 112 ] |
| 2019  | Tigers du Tennesse State (1957-1959)                | Première équipe afro-américaine à remporter un titre national majeur et le premier programme universitaire à remporter trois championnats nationaux consécutifs de basket-ball, dirigée par l’entraîneur du Hall of Fame, John McLendon et les joueurs Dick Barnett et John Barnhill. | [ 113 ] |
| 2019  | Wayland Baptist University (1948-1982)              | Équipe féminine détenant une série de 151 victoires consécutives, de 1953 à 1958 et 10 titres nationaux de l'Amateur Athletic Union. Elle a également été introduite au sein du Women's Basketball Hall of Fame en 2013. | [ 114 ] |
| 2023  | États-Unis aux Jeux olympiques de 1976              | | [ 115 ] |

### Joueurs

Logo du Basketball Hall of Fame.

Lors de l'année inaugurale du Hall of Fame, quatre joueurs ont été introduits, dont George Mikan, qui fut le premier joueur NBA à être récompensé. Au total, 221 joueurs sont intronisés au sein du Hall of Fame.
Un total de 27 joueuses sont intronisés au sein du Hall of Fame, dont les premières furent Lusia Harris-Stewart et Nera D. White en 1992. Treize d'entre elles ont évolué au sein de la Women's National Basketball Association (WNBA).
John Wooden, Lenny Wilkens, Bill Sharman, Tom Heinsohn et Bill Russell ont été intronisés à la fois en tant que joueur et en tant qu'entraîneur (Wooden en 1961 et 1973, Sharman en 1976 et 2004, Wilkens en 1989 et 2004, Heinsohn en 1986 et 2015 et Russell en 1975 et 2021).
Intronisé en 2016, Cumberland Posey est également membre du Baseball Hall of Fame.
À trois reprises, le Hall a intronisé de nouvelles promotions n'incluant pas de joueur : en 1965, 1968 et 2007.
Très américanisé, le Basketball Hall of Fame ne compte que 22 joueurs ou joueuses, nés hors des États-Unis.